# Rhodes Brothers
Rhodes Brothers was een warenhuis in Tacoma, Washington. Oorspronkelijk werd het in 1892 opgericht als koffiehuis in het centrum van Tacoma door Albert, William, Henry en Charles Rhodes.

## Geschiedenis
In 1903 stapten de broers over naar warenhuizen en openden hun deuren in het nieuw gebouwde Snell Building op de hoek van Broadway en 11th Street, in het hart van het winkelgebied van Tacoma. De winkel werd een groot succes en in 1911 werden er drie verdiepingen aan het gebouw toegevoegd, waardoor het uiteindelijk 15.800 m² groot was, inclusief de in 1908 geopende tearoom en een vestiging van de Tacoma Public Library. In 1920 was er nog meer ruimte nodig en werden er meerdere gebouwen aan de overkant van de straat (Court C) gekocht en met de hoofdwinkel verbonden door een luchtbrug.
In 1935 werd er verder uitgebreid met een discountafdeling en in 1937 met een nieuwe herenmodewinkel met een speciale kluis met ruimte voor 5.000 jassen. In 1957 opende het bedrijf zijn eerste vestiging in de buitenwijken in het Villa Plaza Shopping Center in Lakewood, Washington. Rhodes exploiteerde in de jaren zestig ook een warenhuis in University Village in Seattle. Er stonden ooit borden langs de snelwegen in Washington met de tekst: "Alle wegen leiden naar Rhodes", met het aantal mijlen afstand tot de Rhodes-winkel in Tacoma. 
Begin jaren 1950 werd Rhodes overgenomen door Western Department Stores, Inc., dat ook eigenaar was van Kahn's in Oakland, Californië en Olds & King in Portland. Western wijzigde zijn naam en werd Rhodes Western. In 1960 gingen alle winkels onder de naam Rhodes verder. In 1969 werd Rhodes Western overgenomen door Amfac, eigenaar van de warenhuisketen Liberty House, en nam die naam aan. Liberty House opende in 1973 een vestiging in de  Tacoma Mall, waar Rhodes Western al overwoog een vestiging te openen voordat het bedrijf werd overgenomen. De Rhodes-winkel in het centrum van Tacoma werd in december 1974 gesloten en de vestigingen in Lakewood en in de Tacoma Mall werden in 1979 verkocht aan Frederick & Nelson. De locatie in het centrum van Tacoma, die met sloop werd bedreigd, werd in 1978 gekocht en gerenoveerd door de University of Puget Sound om er een rechtenfaculteit te vestigen. Nadat het gebouw in 1999 door de universiteit werd verlaten, werd het gekocht door de staat Washington en in 2001 werd het verder gerenoveerd. Het gebouw staat nu bekend als het Rhodes Center en huisvest onder meer verhuurbare conferentieruimtes, verschillende staatskantoren en een advocatenkantoor.